# Nationaal park Gunung Rinjani
Nationaal park Bali Barat is een park in Indonesië. Het ligt nabij de stad Mataram op het eiland Lombok in de provincie West-Nusa Tenggara.